# 1591 w polityce
Wydarzenia polityczne w 1591 roku.

## Zmarli
- 16 października Grzegorz XIV, papież[1].